# Eugenia janeirensis
Eugenia janeirensis är en myrtenväxtart som beskrevs av Otto Karl Berg. Eugenia janeirensis ingår i släktet Eugenia och familjen myrtenväxter. Inga underarter finns listade i Catalogue of Life.